# Liste der olympischen Medaillengewinner aus Saudi-Arabien
Das saudische NOC al-Ladschna al-ulimbiyya al-ʿarabiyya as-saʿudiyya wurde 1964 gegründet und 1965 vom Internationalen Olympischen Komitee aufgenommen.

## Medaillenbilanz
Bislang konnten sieben Sportler aus Saudi-Arabien vier olympische Medaillen erringen (2 × Silber und 2 × Bronze).
| Saudi-Arabien bei den Olympischen Sommerspielen                                | Saudi-Arabien bei den Olympischen Sommerspielen | Saudi-Arabien bei den Olympischen Sommerspielen | Saudi-Arabien bei den Olympischen Sommerspielen | Saudi-Arabien bei den Olympischen Sommerspielen | Saudi-Arabien bei den Olympischen Sommerspielen |      | Saudi-Arabien bei den Olympischen Winterspielen | Saudi-Arabien bei den Olympischen Winterspielen | Saudi-Arabien bei den Olympischen Winterspielen | Saudi-Arabien bei den Olympischen Winterspielen | Saudi-Arabien bei den Olympischen Winterspielen | Saudi-Arabien bei den Olympischen Winterspielen |
| Jahr                                                                           | Gold                                            | Silber                                          | Bronze                                          | Gesamt                                          | Rang                                            | Jahr | Gold                                            | Silber                                          | Bronze                                          | Gesamt                                          | Rang                                            |                                                 |
| 1972                                                                           | 0                                               | 0                                               | 0                                               | 0                                               |                                                 |      | 1972                                            | –                                               | –                                               | –                                               | –                                               | –                                               |
| 1976                                                                           | 0                                               | 0                                               | 0                                               | 0                                               |                                                 |      | 1976                                            | –                                               | –                                               | –                                               | –                                               | –                                               |
| 1980                                                                           | –                                               | –                                               | –                                               | –                                               | –                                               |      | 1980                                            | –                                               | –                                               | –                                               | –                                               | –                                               |
| 1984                                                                           | 0                                               | 0                                               | 0                                               | 0                                               |                                                 |      | 1984                                            | –                                               | –                                               | –                                               | –                                               | –                                               |
| 1988                                                                           | 0                                               | 0                                               | 0                                               | 0                                               |                                                 |      | 1988                                            | –                                               | –                                               | –                                               | –                                               | –                                               |
| 1992                                                                           | 0                                               | 0                                               | 0                                               | 0                                               |                                                 |      | 1992                                            | –                                               | –                                               | –                                               | –                                               | –                                               |
| 1996                                                                           | 0                                               | 0                                               | 0                                               | 0                                               |                                                 |      | 1994                                            | –                                               | –                                               | –                                               | –                                               | –                                               |
| 2000                                                                           | 0                                               | 1                                               | 1                                               | 2                                               | 61                                              |      | 1998                                            | –                                               | –                                               | –                                               | –                                               | –                                               |
| 2004                                                                           | 0                                               | 0                                               | 0                                               | 0                                               |                                                 |      | 2002                                            | –                                               | –                                               | –                                               | –                                               | –                                               |
| 2008                                                                           | 0                                               | 0                                               | 0                                               | 0                                               |                                                 |      | 2006                                            | –                                               | –                                               | –                                               | –                                               | –                                               |
| 2012                                                                           | 0                                               | 0                                               | 1                                               | 1                                               | 79                                              |      | 2010                                            | –                                               | –                                               | –                                               | –                                               | –                                               |
| 2016                                                                           | 0                                               | 0                                               | 0                                               | 0                                               |                                                 |      | 2014                                            | –                                               | –                                               | –                                               | –                                               | –                                               |
| 2020                                                                           | 0                                               | 1                                               | 0                                               | 1                                               | 77                                              |      | 2018                                            | –                                               | –                                               | –                                               | –                                               | –                                               |
| 2024                                                                           | 0                                               | 0                                               | 0                                               | 0                                               |                                                 |      | 2022                                            | 0                                               | 0                                               | 0                                               | 0                                               |                                                 |
| Gesamt                                                                         | 0                                               | 2                                               | 2                                               | 4                                               |                                                 |      | Gesamt                                          | 0                                               | 0                                               | 0                                               | 0                                               |                                                 |
| \| \| Gold \| Silber \| Bronze \| Gesamt \| \| Ges. S+W \| 0 \| 2 \| 2 \| 4 \| |                                                 |                                                 |                                                 |                                                 |                                                 |      |                                                 |                                                 |                                                 |                                                 |                                                 |                                                 |
|                                                                                | Gold                                            | Silber                                          | Bronze                                          | Gesamt                                          |                                                 |      |                                                 |                                                 |                                                 |                                                 |                                                 |                                                 |
| Ges. S+W                                                                       | 0                                               | 2                                               | 2                                               | 4                                               |                                                 |      |                                                 |                                                 |                                                 |                                                 |                                                 |                                                 |

## Medaillengewinner
- Chalid al-'Aid – Reiten (0-0-1)
Sydney 2000: Bronze, Springreiten, Einzel
- Ramzy al-Duhami – Reiten (0-0-1)
London 2012: Bronze, Springreiten, Mannschaft
- Abdullah ibn Mutaib Al Saud – Reiten (0-0-1)
London 2012: Bronze, Springreiten, Mannschaft
- Hadi Soua’an al-Somaily – Leichtathletik (0-1-0)
Sydney 2000: Silber, 400 m Hürden, Männer
- Kamal Bahamdan – Reiten (0-0-1)
London 2012: Bronze, Springreiten, Mannschaft
- Abdullah asch-Scharbatly – Reiten (0-0-1)
London 2012: Bronze, Springreiten, Mannschaft
- Tareg Hamedi – Karate (0-1-0)
Tokio 2020: Silber, Kumite über 75 kg, Männer